# Gauntlet (datorspel)
Gauntlet är ett arkadspel för upp till fyra spelare, utvecklat av Atari Games Corporation 1985.
Spelet går ut på att välja vilken av fyra karaktärer (krigare, alv, trollkarl, valkyria) som man ska försöka slå sig igenom 100 nivåer med monster i. När det först kom rönte det stor uppmärksamhet både bland spelare och bland konkurrerande spelutvecklare, vilket ledde till en trend med arkadspel för fler än två spelare samtidigt.
Gauntlet har fått ett stort antal uppföljare till dags dato. Originalversionen har överförts till ett stort antal konsoler och hemdatorer: